# カゲヤマ
カゲヤマは、日本のお笑いコンビ。吉本興業東京本部（東京吉本）所属。キングオブコント2023準優勝。

## メンバー
タバやん。（旧芸名及び本名：田畑 孝一〈たばた こういち〉1985年7月15日 - ）（40歳）
東京都練馬区出身、工業高等学校卒業。身長167 cm、体重90 kg。血液型はA型。
趣味はギター（アコギ、エレキ）、漫画（2000冊以上所有）、ペット飼育（鳥類・爬虫類・両生類・哺乳類など30匹以上）、料理（自称日本一のお好み焼きを作れる）、音楽、ダイエット肉体改造（26カ月で17㎏）、サッカー、ダーツ、バイク（アメリカン）、DIY、柔道（初段）。
特技はゴリラドラム、段ボールなどで大きな道具を作ること、ボイスパーカッション、口笛、ギター（コード弾き）、ジャグリング（ボール3つでのトリック）。
『爆笑オンエアバトル』（NHK総合）の観覧・審査やM-1グランプリの敗者復活戦を観に行くなど、元々お笑い好きだった。
バードライフアドバイザー2級、お好み焼き検定の資格を所持している。
「あむあむWORLD」では、OBASANという名前で活動。

益田 康平（ますだ こうへい、1985年8月19日 - ）（39歳）
東京都練馬区出身、法政大学卒業。身長180 cm、体重85 kg。血液型はA型。
趣味はサッカー・フットサル（月3回ほど、ヨーロッパサッカーに詳しい）、ボウリング（ハイスコア237・アベレージ170）、ダーツ、スーパー銭湯（都内か埼玉50ヶ所ほど）、『名探偵コナン』（ピンネタ）、麻雀。
特技は大食い（大食いチャレンジメニュー6か所クリア・ギョウザ100個、ラーメン2.8㎏、ジンギスカン2.3㎏など）。
元々はそれほどお笑い好きでもなかったという。
大学4年時に1年間休学して、ADのアルバイトで貯めた100万円をNSCの入学金に充てた。大学はプロとしてデビューした2009年に卒業。
「あむあむWORLD」ではすたみなという名前で活動。彼のポケットマネーの1万円を2つの箱の一方に入れ、どちらに入っているかを当てさせる「スリル」という究極の心理ゲームを考案。様々な芸人・著名人が挑戦したことで話題となった。なおこのゲームは、挑戦者の側に一切のリスクがないのが特徴である。2021年12月25日放送のTBS『お笑いアカデミー賞2021』では松本人志を挑戦者として「スリル」を会場で実践し、「最優秀バズりゲーム企画賞」を受賞。
YouTuberの水溜りボンドの早食いチャレンジ動画での不正と思われる行為を自身のYouTube動画で指摘し、炎上騒ぎに至った。

## 来歴
中学サッカー部の同級生によるコンビ。タバやん。から益田を誘って結成した。
コンビ名は、2人とも歌手の影山ヒロノブのファンだったのが由来。『スーパー戦隊“魂”』にて本人とも共演している。
カルビ（きっと君はくるさ）、彼氏（構成作家）を含めた4人組YouTuberグループ「あむあむWORLD」としても活動する。

## 芸風
主にタバやん手作りの大道具・小道具を多用したコントだが、漫才も演じる機会がありM-1グランプリにも毎年出場している。ネタは元々タバやん。主導で作っていたが、しばらくしてから2人で一緒に雑談しながら作るという形になっている。
M-1グランプリ2022では前年は2回戦進出で終わっていながら、1本のネタのみで準決勝まで進出し話題を呼んだ。
キングオブコントはNSC在学時から出場し続け、2019年・2022年には準決勝まで進出。2023年には決勝へ初進出。トップバッターで登場し、「料亭」で469点を獲得してファイナルステージ1番乗りを決めるも9番手で登場したサルゴリラに抜かれて2位通過。ファイナルステージでは「会社の未来」で476点を獲得し、計945点で一時は暫定1位となるも「青春」を披露したサルゴリラに逆転され、準優勝を納めた。別番組であるが、2020年まで審査員を務めていた日村勇紀（バナナマン）からネタを絶賛された。

## 賞レースなどの戦績

### M-1グランプリ
| 年度（回）       | 結果         | エントリー No. | 会場                              | 日程           | 備考           |
| ---------------- | ------------ | -------------- | --------------------------------- | -------------- | -------------- |
| 2009年（第9回）  | 2回戦進出    |                | [東京] ラフォーレミュージアム原宿 | 11月4日（水）  |                |
| 2010年（第10回） | 2回戦進出    |                | [東京] ラフォーレミュージアム原宿 | 11月4日（木）  |                |
| 2015年（第11回） | 1回戦敗退    | 2370           | [東京] 新宿シアターモリエール     | 9月18日（金）  |                |
| 2016年（第12回） | 2回戦進出    | 848            | [東京] 雷5656会館ときわホール     | 10月13日（木） |                |
| 2017年（第13回） | 2回戦進出    | 793            | [東京] 雷5656会館ときわホール     | 10月6日（金）  |                |
| 2018年（第14回） | 2回戦進出    | 780            | [東京] 雷5656会館ときわホール     | 10月5日（金）  |                |
| 2019年（第15回） | 2回戦進出    | 1386           | [東京] 雷5656会館ときわホール     | 10月21日（月） |                |
| 2020年（第16回） | 2回戦進出    | 3512           | [東京] よしもと有楽町シアター     | 11月5日（木）  |                |
| 2021年（第17回） | 2回戦進出    | 1240           | [東京] 雷5656会館ときわホール     | 10月15日（金） |                |
| 2022年（第18回） | 準決勝進出   | 1765           | [東京] NEW PIER HALL              | 11月30日（水） | 敗者復活戦12位 |
| 2023年（第19回） | 準々決勝進出 | 1993           | [東京] ルミネtheよしもと          | 11月22日（水） |                |
| 2024年（第20回） | 準々決勝進出 | 2259           | [東京] ルミネtheよしもと          | 11月21日（木） | ラストイヤー   |

### キングオブコント
| 年度（回）       | 結果         | 備考                                                 |
| ---------------- | ------------ | ---------------------------------------------------- |
| 2008年（第1回）  | 1回戦敗退    |                                                      |
| 2009年（第2回）  | 2回戦進出    |                                                      |
| 2010年（第3回）  | 1回戦敗退    |                                                      |
| 2011年（第4回）  | 2回戦進出    |                                                      |
| 2012年（第5回）  | 1回戦敗退    |                                                      |
| 2013年（第6回）  | 2回戦進出    |                                                      |
| 2014年（第7回）  | 1回戦敗退    |                                                      |
| 2015年（第8回）  | 1回戦敗退    |                                                      |
| 2016年（第9回）  | 2回戦進出    |                                                      |
| 2017年（第10回） | 準々決勝進出 |                                                      |
| 2018年（第11回） | 準々決勝進出 |                                                      |
| 2019年（第12回） | 準決勝進出   |                                                      |
| 2020年（第13回） | 準々決勝進出 |                                                      |
| 2021年（第14回） | 準々決勝進出 |                                                      |
| 2022年（第15回） | 準決勝進出   |                                                      |
| 2023年（第16回） | 決勝2位      | 決勝キャッチコピー「一撃必殺のダーティープレイヤー」 |
| 2024年（第17回） | 準々決勝進出 |                                                      |
| 2025年（第18回） | 準々決勝進出 |                                                      |

## 出演

### テレビ
- あらびき団（TBSテレビ）
- ゴッドタン（テレビ東京）
- 『ぷっ』すま（テレビ朝日）
- うつけもん（フジテレビ）
- アメトーーク!（テレビ朝日）パクりたい-1グランプリ
- そろそろ にちようチャップリン（テレビ東京）[10]
- バラエティ開拓バラエティ 日村がゆく（AbemaTV）[11][22]
- ウチのガヤがすみません!（日本テレビ）
- バナナサンド（TBSテレビ）
- ワンピースバラエティ 海賊王におれはなるTV（フジテレビ）[23]
- 競輪LIVE!チャリロトよしもと（BSよしもと）益田のみ、月曜不定期

### ラジオ
- 山崎怜奈の誰かに話したかったこと。（2023年10月24日、TOKYO FM）トークコーナーゲスト